# Ло Сюецзюань
Ло Сюецзюань (26 січня 1984) — китайська плавчиня.
Олімпійська чемпіонка 2004 року.
Чемпіонка світу з водних видів спорту 2001, 2003 років.
Призерка Чемпіонату світу з плавання на короткій воді 2002 року.
Переможниця літньої Універсіади 2003 року.